# Visalia (Kentucky)
Visalia – miasto w Stanach Zjednoczonych, w stanie Kentucky, w hrabstwie Kenton.